# Eriskay
Eriskay é uma ilha da Escócia.